# Norroy
Norroy település Franciaországban, Vosges megyében. Lakosainak száma 208 fő (2022. január 1.). Norroy Parey-sous-Montfort, Contrexéville, Mandres-sur-Vair, Saint-Remimont és Vittel községekkel határos.

## Népesség
A település népességének változása:
| Lakosok száma | 231  | 228  | 222  | 218  | 215  | 213  | 212  | 208  |
|               | 2013 | 2015 | 2017 | 2018 | 2019 | 2020 | 2021 | 2022 |